# Ромаджи
Ромаджи (ローマ字 ро:маджи, букв.: „римски букви“) е съвкупност от системи за транслитерация на японската писменост, създадени за записване на думите от японския език с латиница.
Ромаджи се използва за различни цели. В големите японски градове се използва за дублиране на знаци по улиците и в метрото; използва се в речници, учебници, разговорници; понякога се използва в японски текстове като средство за подчертаване; Японските компании, работещи на международните пазари, пишат с ромаджи имената си и имената на служителите си, когато контактуват с чужбина.
Има няколко системи за романизация. Основните са системата на Хепбърн, кунрей-шики (ISO 3602) и нихон-шики (ISO 3602 Strict). Системата на Хепбърн е най-широко използвана в целия свят (включително в Япония), въпреки че първоначално е била предназначена само за носителите на английски.

## Развитие на ромаджи
Първата система за романизация на японския език се основава на португалския език и неговата азбука. Разработен е около 1548 г. от японски католик на име Яджиро. Системата е използвана в католически книги, публикувани от йезуитски орден за мисионери, за да улесни мисионерите да проповядват в Япония. Тази португалска система е подобна на сегашната нихон-шики с изключение на това, че предава съгласните звуци по различен начин: например звукът [k] се записва като c, а [x] като f. По този начин фразата Nihon no kotoba, която според настоящите правила се пише на ромаджи Nihon no kotoba, тогава е писана като Nifon no cotoba.
След експулсирането на христианите от Япония в началото на XVII век ромаджи излиза от употреба и се използва само спорадично до реставрацията Мейджи през втората половина на XIX век, когато Япония отново се отваря за международни контакти. Всички съвременни системи са разработени през втората половина на XIX век.
Веднага след реставрацията някои японски учени предлагат напълно да се изоставят канджите и вместо това да се използва ромаджи или сричковата азбука кана (катакана и хирагана) и през този период някои книги дори започват да се публикуват изцяло на ромаджи. Идеята обаче се проваля поради големия брой омофони в японския език, т.е. думи, които се произнасят еднакво, но се пишат с различни йероглифи и означават различни неща. По-късно, в началото на XX век, някои учени разработват сричкови азбуки, чиито знаци произлизат от латинската азбука. Тази идея е още по-малко популярна.

## Съвременни системи
- Системата на Хепбърн се основава на фонологията на английския език и следователно дава на англофоните най-добра представа за това как се произнася дадена дума на японски. Тя е обявена за американски национален стандарт за японска романизация (т.нар. ревизирана система на Хепбърн), но статутът ѝ на стандарт е отменен на 6 октомври 1994 г. Днес тази система е най-често използваната романизация. Японските ученици, едновременно с изучаването на латинската азбука, изучават и системата на Хепбърн.

- Нихон-шики е най-старата и най-малко използвана от системите. Тя се основава на японската фонология и стриктно следва сричковия ред на японската азбука, и следователно е една от малкото системи, чрез които е възможно да се възстанови оригиналното японско изписване от транслитерацията. В допълнение той е стандартът ISO 3602 Strict.

- Кунрей-шики представлява малко изменен вариант на нихон-шики. В нея е отразена разликата между изписването на знаците кана и техния съвременен прочит. Например в думата かなづかい канаджукай звукът づ джу е озвънчен звук つ цу (което се означава със знака ゛, който се нарича „нигори“). Обаче в японската азбука има друг знак, йоцугана, който се чете по същия начин – ず джу. В системата на Хепбърн и в кунрей-шики това различие се игнорира и думата се записва в съответствие с произношението («kanazukai»), докато в нихон-шики орфографията се спазва и думата се пише като «kanadukai». Кунрей-шики е стандарт, признат от японското правителство и приет като ISO 3602. Кунрей се преподава в четвърти клас в училищата.

## Нестандартна латинизация
В допълнение към гореспоменатите стандартизирани системи често може да се срещнат други методи за романизация. Те се използват от много хора по различни причини – или поради липса на разбиране на стандартните системи, или поради трудности при въвеждането на диакритичните знаци, които се използват в тях. Понякога символите с необходимите диакритични знаци просто не са налични в използваното кодиране (този проблем постепенно изчезва с разпространението на Unicode).
От нестандартните методи на романизация могат да се разграничат следните две:
- Романизация JSL е система за транслитерация, предназначена за преподаване на японски и строго обвързана с неговата фонетика. Всеки от нейните знаци представлява точно една фонема на японски. За разлика от други нестандартни романизации, JSL е точно структурирана система; тя е разработена от Елинор Джорден за нейната книга Japanese: The Spoken Language („Японски: Говоримият език“, 1987), според която е кръстена системата.

- Wāpuro rōmaji е метод за писане на японски с латински букви, използван от различни редактори на метод за въвеждане и текстови редактори за въвеждане на японски думи с помощта на стандартна QWERTY клавиатура. За разлика от други системи, за да напишете японската дума във Wāpuro, всичко, от което се нуждаете, са букви от латинската азбука от ASCII кодирането (т.е. не се използват диакритични знаци). Wāpuro не е ясна система, тъй като позволява различни начини за транслитериране на едни и същи знаци. Думата wāpuro е съкращение от wādo purosessā – „текстов процесор“, тоест „текстообработваща програма“.

При собствените имена са възможни още по-големи отклонения от стандартните системи. Например мангака Ясухиро Найто предпочита да пише фамилното си име на английски като Nightow, въпреки че според системата на Хепбърн е правилно да се пише Naitō.
Има и японски думи и названия, например jiu jitsu или Tokio, които се пишат именно така по традиция, въпреки че такова изписване не съответства на нито една от използваните системи.

## Примери на думи в различни системи
В следващата таблица за справка е показан и записът на думите според руската система на Поливанов.
| Дума                     | Канджи   | Кана     | Ромаджи           | Ромаджи     | Ромаджи    | Поливанов |
| Дума                     | Канджи   | Кана     | Ревизиран Хепбърн | Кунрей-шики | Нихон-шики | Поливанов |
| ------------------------ | -------- | -------- | ----------------- | ----------- | ---------- | --------- |
| латински букви           | ローマ字 | ローマじ | rōmaji            | rômazi      | rōmazi     | ро: мадзи |
| Фуджисан                 | 富士山   | ふじさん | Fujisan           | Huzisan     | Huzisan    | Фудзисан  |
| чай                      | お茶     | おちゃ   | ocha              | otya        | otya       | отя       |
| губернатор на префектура | 知事     | ちじ     | chiji             | tizi        | tizi       | тидзи     |
| свивам, намалявам        | 縮む     | ちぢむ   | chijimu           | tizimu      | tidimu     | тидзиму   |